# Jean-Marie Defossez
Pour les articles homonymes, voir Defossez.
 (août 2012).
Si vous disposez d'ouvrages ou d'articles de référence ou si vous connaissez des sites web de qualité traitant du thème abordé ici, merci de compléter l'article en donnant les références utiles à sa vérifiabilité et en les liant à la section « Notes et références ».
Jean-Marie Defossez est un écrivain belge né à Ransart le 27 août 1971, résidant aujourd'hui en Sarthe en France.

## Biographie
Minimaliste mais qualifié à maintes reprises de « charismatique », il a déjà été récompensé  par une cinquantaine de prix pour ses livres, sans pour autant être l'auteur le plus lu. Il a reçu entre autres le Prix Marguerite-Audoux des collèges 2008, le Prix Québec-Wallonie-Bruxelles de littérature de jeunesse 2009, et le Prix Goya découverte 2014.
Ses livres les plus importants sont Les Arckans, 'Envol pour le Paradis' et Pour tout l'or du monde. Docteur en Zoologie, il est aussi l'auteur de livres  à visée écologique comme la série des Sauvenature parue chez Flammarion (qui fut adaptée en dessins animés) et la série Opération sauvetage éditée par Bayard,.
À la suite d'une période de maladie, il a développé la méthode de coach-respiration et orienté ses écrits vers des essais d'épanouissement personnel.

## Quelques récompenses
Jean-Marie Defossez a reçu de nombreux prix, dont :
- Prix Farniente 2007[7] pour Face Nord
- Prix Gayant Lecture 2008[8] pour Menace sur les tortues, illustré par Fabien Mense
- Prix Ruralivres en Pas-de-Calais
- Prix Marguerite-Audoux des collèges 2008 pour La Fiancée du désert
- Prix Libbylit 2008[9] pour Envol pour le paradis
- Prix Québec-Wallonie-Bruxelles de littérature de jeunesse 2009
- Prix Dimoitou Ouest-France 2009
- Prix Paul Hurtmans 2010[10] pour Envol pour le paradis
- Prix Paul Hurtmans 2012[10] pour  Pour tout l'or du monde
- Prix des collégiens de la ville de Vannes 2012 pour Les Arckans
- Prix Goya découverte 2014[11] pour De retour chez les dinosaures

## Quelques ouvrages
- Pour sauver les baleines, Rageot, 2017
- Le Chant des baleines, ill. de Diane le Feyer, Bayard jeunesse, 2015
- Pour que chantent les baleines, Rageot, 2016
- Eutopia, Seuil, 2014
- De retour chez les dinosaures, Rageot, 2012
- Les Arckans - Obscurités, 2011
- Les Arckans, 2010
- Un ours blanc à la mer !, ill. de Fabien Mense, Flammarion,  (ISBN 9782081225985), 2010
- Pour tout l'or du monde, Bayard Jeunesse,  (ISBN 978-2747026420), 2009
- De l'air pour la planète !, 2009
- S.O.S. Bonobos, 2008
- Un présent imparfait, 2008
- Envol pour le paradis, Bayard, 2008
- L' étoile de Sagarmatha, ill. de Olivier Nadel, Seuil, 2007
- Menace sur les tortues !, ill. de Fabien Mense, Flammarion, 2006
- La Fiancée du désert, avec Raphaël Gauthey, Nathan,  (ISBN 978-2092512166), 2006
- Quand l'amour s'en mail, avec Magali Schmitzler, Rageot, 2006
- Face nord, 2005
- L'Étincelle, 2004
- Les Enfants-soldats, 2004
- Capitaine Brochet, Casterman, 2003
- Aïninak, Bayard jeunesse, 2003